# Sea Hunter
Sea Hunter – amerykański, bezzałogowy okręt, przeznaczony do śledzenia okrętów podwodnych o napędzie spalinowo-elektrycznych. Jednostka nie jest docelową konstrukcją a jedynie demonstratorem technologii mających zostać użytych w przyszłości.

## Historia
Celem rozpoczątego na początku 2010 roku programu Anti-Submarine Warfare Continuous Trail Unmanned Vessel (ACTUV) było opracowanie technologii budowy i wykorzystania bezzałogowych systemów morskich, zdolnych do wykrywania i śledzenia okrętów podwodnych o napędzie spalinowo-elektrycznych. Program został zainicjowany i prowadzony przez Defense Advanced Research Projects Agency (Agencja Zaawansowanych Projektów Badawczych w Obszarze Obronności) przy współpracy z Office of Naval Research i Naval Systems Warfare Command.